# Rinka Watanabe
Rinka Watanabe (jap. 渡辺 倫果 Watanabe Rinka; * 19. Juli 2002 in Chiba) ist eine japanische Eiskunstläuferin, die im Einzellauf antritt.

## Persönliches
Rinka Watanabe ist Studentin der Wirtschaftswissenschaft an der Hōsei-Universität in Tokio. Sie interessiert sich für Fossilien und sammelt Figuren von Riesenasseln.
Watanabe begann im Alter von drei Jahren mit dem Eiskunstlauf, inspiriert von Shizuka Arakawas Sieg bei den Olympischen Winterspielen 2006. Weitere Vorbilder sind für sie Satoko Miyahara und Daisuke Takahashi.

## Sportliche Karriere
Rinka Watanabe nahm viermal an den Japanischen Juniorenmeisterschaften teil; ihre höchste Platzierung war der 4. Platz in der Saison 2018/19. An den Japanischen Meisterschaften der Erwachsenen nimmt sie seit der Saison 2017/18 teil. In der Saison 2021/22 erreichte sie den 6. Platz.
Watanabe trainierte für eine Zeit in Kanada, musste aber 2020 aufgrund der COVID-19-Pandemie nach Japan zurückkehren.
Internationalen Erfolg hatte Watanabe erstmals in der Saison 2022/23. Sie trat mit einem Kurzprogramm zu El Tango de Roxanne aus dem Musical Moulin Rouge und einer Kür zu Musik aus der japanischen Fernsehserie Jin an. Ihre Choreografien entwickelten Kenji Miyamoto und Cathy Reed. Watanabe begann die Saison mit der Lombardia Trophy, bei der sie in beiden Programmen persönliche Bestleistungen erzielte und vor der amtierenden Weltmeisterin Kaori Sakamoto die Goldmedaille gewann. Watanabe wurde in dieser Saison zum ersten Mal in die ISU-Grand-Prix-Serie eingeladen als Ersatz für Wakaba Higuchi, die auf ihre Teilnahme verzichtet hatte. Mit einem 5. Platz bei der NHK Trophy und einer Goldmedaille bei Skate Canada qualifizierte sie sich gleich bei ihrer ersten Teilnahme für das Grand-Prix-Finale. Im Finale erreichte sie den 4. Platz. Bei den Japanischen Meisterschaften konnte sie diesmal nur den 12. Platz erreichen. Sie wurde für das japanische Team für die Vier-Kontinente-Meisterschaften ausgewählt. Dort lag sie nach dem Kurzprogramm auf dem 8. Platz, konnte sich aber mit der viertbesten Kür auf den 5. Gesamtrang verbessern. Bei den Weltmeisterschaften 2023 lag Watanabe nach dem Kurzprogramm auf dem 15. Platz – auch hier konnte sie sich mit einem 7. Platz in der Kür auf den 10. Gesamtrang verbessern.

## Ergebnisse
| Meisterschaft / Saison             | 14/15 | 15/16 | 16/17 | 17/18 | 18/19 | 19/20 | 20/21 | 21/22 | 22/23 | 23/24 |
| ---------------------------------- | ----- | ----- | ----- | ----- | ----- | ----- | ----- | ----- | ----- | ----- |
| Weltmeisterschaften                |       |       |       |       |       |       |       |       | 10.   |       |
| Vier-Kontinente-Meisterschaften    |       |       |       |       |       |       |       |       | 5.    |       |
| Japanische Meisterschaften         |       |       |       | 19.   | 18.   |       | 27.   | 6.    | 12.   | 6.    |
| Grand-Prix-Serie / Saison          | 14/15 | 15/16 | 16/17 | 17/18 | 18/19 | 19/20 | 20/21 | 21/22 | 22/23 | 23/24 |
| Grand-Prix-Finale                  |       |       |       |       |       |       |       |       | 4.    |       |
| Skate Canada                       |       |       |       |       |       |       |       |       | 1.    | 6.    |
| NHK Trophy                         |       |       |       |       |       |       |       |       | 5.    |       |
| Cup of China                       |       |       |       |       |       |       |       |       |       | 2.    |
| Challenger-Serie / Saison          | 14/15 | 15/16 | 16/17 | 17/18 | 18/19 | 19/20 | 20/21 | 21/22 | 22/23 | 23/24 |
| Lombardia Trophy                   |       |       |       |       |       |       |       |       | 1.    |       |
| Juniorenwettbewerb / Saison        | 14/15 | 15/16 | 16/17 | 17/18 | 18/19 | 19/20 | 20/21 | 21/22 | 22/23 | 23/24 |
| Juniorenweltmeisterschaften        |       |       |       |       |       |       |       | 10.   |       |       |
| Japanische Juniorenmeisterschaften | 30.   | 13.   |       | 5.    | 4.    |       |       |       |       |       |